# La Venta (Oaxaca)
La Venta es una localidad del estado mexicano de Oaxaca, localizada en el Istmo de Tehuantepec y que pertenece al municipio de la Heroica Ciudad de Juchitán de Zaragoza,  es conocida por los fuertes vientos que en ella soplan y los parques eólicos instalados en sus alrededores.
La Venta se encuentra localizada en las coordenadas 16°34′25.97″N 94°48′58″O / 16.5738806, -94.81611, a 32 metros sobre el nivel del mar y según información de la página Espacio y Datos de México del Instituto Nacional de Estadística y Geografía consultada el 30 de enero de 2019 tiene una población de 2161 habitantes, se localiza a unos 25 kilómetros al noreste de la ciudad de Juchitán de Zaragoza.
La Venta es muy conocida por los fuertes vientos que con gran frecuencia se producen y soplan en la zona,  estos vientos que soplan desde el Golfo de Tehuantepec son particularmente peligrosos en los tramos de las carreteras 185-200 que une a La Venta con Juchitán de Zaragoza, el mayor riesgo lo corren los camiones de carga que llegan a ser volcados por los fuertes vientos. Es debido a ello que es el lugar propicio para el desarrollo de la explotación de la energía eólica, existiendo numerosos generadores o molinos de viento en sus alrededores.

## Historia
Orígenes del nombre la venta. Antes de llamarse La Venta, pudo haber tenido otro nombre, según el autor Edilberto Ordaz Cabrera en su libro titulado “Historias dispersas en la tierra del viento II”, existen algunas versiones sobre su origen. 
Desde los tiempos prehispánicos, por estos rumbos pasaban los aztecas y zapotecas con destino a Chiapas y Guatemala; era llamado Camino Real. 
Muchos, como el caso de los aztecas pasaron por aquí con la mira de llegar a Centroamérica para expandir sus dominios; otros, sólo buscaron el intercambio comercial. Los zoques bajaban de la sierra de los Chimalapas, los huaves venían del mar y los zapotecas de Tehuantepec. Se cree por su ubicación geográfica que este era el sitio donde convergían muchos de estos caminantes. 
De acuerdo a las indagaciones sobre el origen de La Venta, Oax; encontramos una, donde se menciona que anteriormente, los hacendados tenían ganado vacuno, por ello muchas personas de los alrededores venían a comprar ganado en pie o carne de res; así que cuando los comerciantes llegaban hacer negocios a esta hacienda decían “Vamos a La Venta” es así como le quedó el nombre. 
Otra teoría, es que los españoles la hayan bautizado así en referencia a las ventas de España; eran sitios donde los caminantes se encontraban a su paso y les servía como posada.
Como quiera que haya sido, “La Venta” da origen a un pueblo con tradiciones propias, donde el corazón de cada habitante se deja guiar al compás del viento cadencioso que susurra al oído de todo aquel que pisa esta tierra bendita.

## Ubicación
La Venta se localiza en el Municipio de Juchitán de Zaragoza del Estado de Oaxaca, y se encuentra en las coordenadas 16°34′25.97″N 94°48′58″O / 16.5738806, -94.81611, a 32 metros sobre el nivel del mar y a una distancia de 310 km de la capital del estado.
La Venta, Oax; está a 41 metros de altitud sobre el nivel del mar,
Colinda al norte con los municipios del San Miguel Chimalapa, al sur con el municipio de Unión Hidalgo, Santiago Niltepec y san Dionisio de mar; al este con el municipio de Santo Domingo Ingenio y al oeste con la localidad de La Ventosa y el municipio Juchitán de Zaragoza Oaxaca.

## Flora
En la venta se suelen encontrar Gardenias, Tulipanes, Árbol de almendra, Amor de un rato, Árbol de papaya, Arbustos, Palo de coco, Guayabas, Árbol de limón, Árbol de naranja, Flor de mayo y Flor de cempasúchil.

## Fauna
Águilas, Zorros, Ardillas, Serpientes, Víbora de cascabel y Culebras, Zanates, Pericos, Perros y Gatos, Borregos, Gallinas, Cerdos, Vacas, Caballos, Calandrias, Palomas, Tórtola, Búho, Armadillo, Iguana, Candil, Tortuga, Tijeritas, Corta mortaja y Golondrinas.

## Demografía
La Venta  tiene 2161 habitantes; 1046 son hombres y 1115 son mujeres.
| Población Masculina        | 1046 |
| Población Femenina         | 1115 |
| Población de 0 a 14 años   | 542  |
| Población de 15 a 29 años  | 499  |
| Población de 30 a 59 años  | 798  |
| Población de 60 años o más | 322  |
| Población con discapacidad | 108  |

## Vivienda
En La Venta existe un total de 732 viviendas de las cuales:
- 624 cuentan con piso de concreto
- 623 cuentan con energía eléctrica
- 553 cuentan con agua potable
- 618 cuentan con drenaje

El promedio de ocupación por vivienda es de 3.4 personas.

## Economía
La población se dedica en su mayoría al campo y al comercio, las personas que son Ejidatarios rentan sus terrenos a las empresas de generación de energía eólica; de la cual perciben una remuneración económica suficiente para realizar sus actividades. Mientras que otros pueden migrar a varios estados, o del país, para  el desarrollo personal y el sustento de sus familias.

## Religión
En la comunidad de La Venta, Oax; existen varias religiones como son: Católica, Nazareno, Evangélica, Testigos de Jehová, Adventista del Séptimo día, Pentecostés, etc. Donde cada quien tiene su forma única de ver la vida y de ganar adeptos, donde se llega a crear un grupo selectivo con los mismos intereses y tal vez con las mismas necesidades. La religión católica en este lugar es la que tiene más creyentes; porque se ha considerado que se ha transmitido de generación en generación como parte de la cultura que se ha heredado de los antepasados.

## Política
La Venta, Oax; pertenece al Municipio de Juchitán, Oax.  Cuando se nombra al Presidente Municipal de la Cd. de Juchitán Oax; y toma posesión; estos se encargan de enviar un Agente Municipal que fungirá como interino en localidad para posteriormente llevar a cabo la elección de un nuevo Agente Municipal, lo cual fungirá durante tres años De igual manera se realiza con el nombramiento del Comisariado Ejidal, que se lleva a cabo una votación de solo ejidatarios; donde el que preside la votación es la Procuraduría Agraria de Tehuantepec, Oax; quienes dan el visto bueno de las elecciones para que se lleven a cabo con responsabilidad y formalidad; cumpliendo con el reglamento vigente que los rige. (Por el mes de febrero solo queda en función el consejo de vigilancia, en lo que se promueve la convocatoria para la nueva elección del comisariado). La función principal de ambos es la de administrar el municipio y darle la funcionalidad a los diferentes sectores que agrupan estas instancias; con el fin de promover avances mediante proyectos y, mantener la estabilidad social y económica que necesita esta comunidad. 

## Educación
En cuanto a educación la agencia cuenta con cuatro instituciones educativas.

### Preescolar
| Nivel y tipo de servicio: | Preescolar General                                                     |
| Nombre del centro:        | Prof. Díaz Miguel                                                      |
| Clave del centro:         | 20DJN0071O1                                                            |
| Turno:                    | Matutino                                                               |
| Responsable del centro:   | Abel Matus Ramos                                                       |
| Tipo de sostenimiento:    | Público                                                                |
| Domicilio:                | Independencia C.P. 70101 La venta, H. Cd. Juchitán de Zaragoza, Oaxaca |
| Teléfono:                 | -                                                                      |
| Datos del Plantel:        | Alumnos:54 Grupos:4                                                    |
| Plantilla de personal:    | -                                                                      |

| Nivel y tipo de servicio: | Preescolar Indígena                                                   |
| Nombre del centro:        | Veinte de Noviembre                                                   |
| Clave del centro:         | 20DCC0529E1                                                           |
| Turno:                    | Matutino                                                              |
| Responsable del centro:   | Abel Matus Ramos                                                      |
| Tipo de sostenimiento:    | Público                                                               |
| Domicilio:                | Flores Magón C.P. 70101 La venta, H. Cd. Juchitán de Zaragoza, Oaxaca |
| Teléfono:                 | -                                                                     |
| Datos del Plantel:        | Alumnos:54 Grupos:4                                                   |
| Plantilla de personal:    | -                                                                     |

### Primaria
| Nivel y tipo de servicio: | Primaria general                                                             |
| Nombre del centro:        | Valentín Gómez Farías                                                        |
| Clave del centro:         | 20DPR2686O2                                                                  |
| Turno:                    | Matutino                                                                     |
| Responsable del centro:   | Abel Matus Ramos                                                             |
| Tipo de sostenimiento:    | Público                                                                      |
| Domicilio:                | Venustiano Carranza C.P. 70101 La venta, H. Cd. Juchitán de Zaragoza, Oaxaca |
| Teléfono:                 | -                                                                            |
| Datos del Plantel:        | Alumnos:40 Grupos:6                                                          |
| Plantilla de personal:    | -                                                                            |

### Secundaria
| Nivel y tipo de servicio:          | Secundaria Técnica |
| Nombre del centro:                 | Escuela Secundaria Técnica N°93 |
| Clave del centro:                  | 20DST0010C1 |
| Turno:                             | Matutino |
| Responsable del centro:            | Jesús Enrique Santos |
| Tipo de sostenimiento:             | Público |
| Domicilio:                         | Sin referencia C.P. 70101 La venta, H. Cd. Juchitán de Zaragoza, Oaxaca |
| Teléfono:                          | - |
| Datos del Plantel:                 | Alumnos:145 Hombres: 73 Mujeres: 71 Grupos:6 |
| Plantilla de personal:             | \| Nombre \| Cargo \| \| ---------------------------------- \| --------------------------------------------------- \| \| Jesús Enrique Santos \| Director \| \| Juan Félix Arguelles Villalobos \| Subdirector \| \| Diana María Toledo Jiménez \| Español \| \| Fernando Guzmán Castillejos \| Coordinador Académico - Matemáticas \| \| Dorian Salinas Guerra \| Matemáticas \| \| Abelardo López Hernández \| Coordinador de Servicios Complementarios - Historia \| \| Isabel Reyna Blas Matus \| Geografía \| \| Teresa de Jesús Ruíz Alvarado \| Formación Cívica y Ética - Asignatura Estatal \| \| Áurea Ramírez Guerra \| Química \| \| Roldan Matus Peralta \| Física - Biología \| \| Paulina Montserrat Guerra Ocegueda \| Lengua Extranjera - Español - Tutoría \| \| Luis Gibran Toledo Cano \| Educación Física - Tutoría \| \| Pedro Luis Orózco \| Expresión Artística - Tutoría \| \| Diosber Sánchez García \| Coordinador de Tecnologías - Ofimática \| \| Julio Ricardo Vicente Martínez \| Electrónica \| \| Mario Iván Celaya Morales \| Aula de Medios \| \| Belinda Gallegos Pineda \| Trabajo Social \| \| Juana Santiago Antonio \| Prefectura \| \| Leyver Luis Ojeda \| Prefectura \| \| Yasmín Martínez López \| Prefectura \| \| Irma Dehesa Fuentes \| Auxiliar Administrativo \| \| Guillermina Rufino Torres \| Biblioteca \| \| Lucenia Rasgado Sánchez \| Auxiliar Administrativo \| \| Sandra Ordóñez López \| Auxiliar Administrativo \| \| Arturo Hernández Antonio \| Auxiliar de Intendencia \| \| Abel Betanzos Fuentes \| Auxiliar de Intendencia \| \| Antonio Fuentes Sánchez \| Auxiliar de Intendencia \| \| Fredy Paz López \| Auxiliar de Intendencia \| \| Mirta Marín Sánchez \| Contralora \| |
| Nombre                             | Cargo |
| Jesús Enrique Santos               | Director |
| Juan Félix Arguelles Villalobos    | Subdirector |
| Diana María Toledo Jiménez         | Español |
| Fernando Guzmán Castillejos        | Coordinador Académico - Matemáticas |
| Dorian Salinas Guerra              | Matemáticas |
| Abelardo López Hernández           | Coordinador de Servicios Complementarios - Historia |
| Isabel Reyna Blas Matus            | Geografía |
| Teresa de Jesús Ruíz Alvarado      | Formación Cívica y Ética - Asignatura Estatal |
| Áurea Ramírez Guerra               | Química |
| Roldan Matus Peralta               | Física - Biología |
| Paulina Montserrat Guerra Ocegueda | Lengua Extranjera - Español - Tutoría |
| Luis Gibran Toledo Cano            | Educación Física - Tutoría |
| Pedro Luis Orózco                  | Expresión Artística - Tutoría |
| Diosber Sánchez García             | Coordinador de Tecnologías - Ofimática |
| Julio Ricardo Vicente Martínez     | Electrónica |
| Mario Iván Celaya Morales          | Aula de Medios |
| Belinda Gallegos Pineda            | Trabajo Social |
| Juana Santiago Antonio             | Prefectura |
| Leyver Luis Ojeda                  | Prefectura |
| Yasmín Martínez López              | Prefectura |
| Irma Dehesa Fuentes                | Auxiliar Administrativo |
| Guillermina Rufino Torres          | Biblioteca |
| Lucenia Rasgado Sánchez            | Auxiliar Administrativo |
| Sandra Ordóñez López               | Auxiliar Administrativo |
| Arturo Hernández Antonio           | Auxiliar de Intendencia |
| Abel Betanzos Fuentes              | Auxiliar de Intendencia |
| Antonio Fuentes Sánchez            | Auxiliar de Intendencia |
| Fredy Paz López                    | Auxiliar de Intendencia |
| Mirta Marín Sánchez                | Contralora |

## Festividades
En la localidad de La Venta Juchitán; Oax. Se celebra la festividad anual en honor al patrón “SANTO NIÑO DE LA VENTA”

### Elaboración de la Enramada
Se comienza con su elaboración a mediados de octubre, Los hermanos mayores junto con el mayordomo salen a invitar a la población a participar en su elaboración, se comienza con la medición del terreno.
Una vez planeado y teniendo las medidas exactas se comienza con la excavación de los hoyos donde irán los palos de base, una vez concluida la base se continua con la elaboración de la estructura, la cual lleva varios días debido a sus grandes dimensiones.
Cuando la estructura se encuentra lista se invita a la población a cortar las palmas que darán la sombra a la enramada, por lo regular los habitantes salen del pueblo para conseguirlas, se atan a la estructura de manera firme para resistir los fuertes vientos de la región.
Una vez terminada estará lista para albergar las festividades anuales en honor al Santo Niño de la Venta.

### Inicio de las actividades
Se inicia con la elaboración del pan y chocolate en la casa del mayordomo, para después repartirlo al pueblo y a las comunidades vecinas; esto con la finalidad que las personas acudan el día domingo a pagar la hermandad que consiste en una cooperación de 40 o 50 pesos y de la cual; reciben su plato de estofado, y a esto lo acompaña con panes y chocolates.

Las festividades inician un día miércoles (después del 20 de noviembre) con la espera del muní, quienes son recibidos por la comitiva de hermanos y hermanas mayores en el crucero de la población, hacen su recorrido en la calle principal hasta llegar a la casa de los mayordomos o en la enramada principal. El muní se queda en la enramada, (la cual es elaborada de palmas verdes), al día siguiente a las 5 de la mañana se va a lavar el maíz al río y se invita a todos los habitantes que deseen acompañarlos. 
En esta festividad anual, todas las personas gustosas con un espíritu solidario cooperan para la realización de esta gran festividad, como son: música, ganado vacuno, maíz, azúcar, cohetes, leña, dinero en efectivo, etc., esto sirve para fortalecer dicha conmemoración y en ella ponen de manifiesto su fe hacia el santo niño de la venta.
Los días jueves y viernes (después del 20 noviembre) se llevan a cabo las calendas, recorriendo las principales calles de la población, llevan toritos de petates y son acompañados con bandas de música regional; sin olvidar la tradición de probar y repartir el rico chingorolo (bebida mezclada con mezcal, refresco, cítricos, chile, sal y bastante hielo, que se sirve en recipientes de barro). Estas calendas finalizan en la iglesia del santo con la quema de los toritos artificiales.
El día jueves (después del 20 de noviembre), los hermanos mayores hacen la entrega de los toros al padrino de toros; el cual repartirá a los capitanes, Reyna, madrina de flores, etc. 
El día viernes el padrino de toros organiza un pequeño refrigerio en su domicilio a la una de la tarde, empieza con la repartición de los toros los cuales serán llevados a la regada de frutas del día sábado. El capitán que recibe un torito por costumbre tiene que bañar al toro con un bote de horchata en señal de así pagar su promesa hecha al Santo Niño y la promesa queda cumplida.
El día viernes (después del 20 de noviembre), en el domicilio del padrino de toros, se realiza un convivio donde la gente asiste a dejar la limosna y en la noche se lleva a cabo la tradicional coronación de la Reyna (que es un ritual) en su domicilio particular, donde asiste la gran mayoría de las personas para presenciar este acontecimiento de gran relevancia social. 
El día sábado (después del 20 noviembre), en el domicilio de la Reyna, capitanes, capitanas, madrina de flores, etc., se realiza una fiesta tradicional, donde todas las personas gustosas de esta celebración, asisten a dejar la limosna respectiva tanto hombres como mujeres; y se deleitan recibiendo el rico estofado y por supuesto lo acompañan los refrescos y cervezas para darle ese toque único a esta festividad, donde se deja ver entonces la solidaridad para el beneplácito de esta fiesta.
Ese mismo día, todos los hermanos mayores recorren las calles principales acompañados del muní, con canastos de panes, hasta llegar a la iglesia del santo niño. Al llegar al atrio de la iglesia se ponen a bailar con los panes en los canastos como para que el santo niño bendiga el alimento que se va a repartir y logre abastecer a todos los concurrentes durante la festividad.
A las tres de la tarde de ese mismo día, con una gran concurrencia de propios y extraños, se realiza la regada de frutas o paseo de carros alegóricos; donde la multitud de gente vislumbra con su alegría este singular evento, donde todas las comitivas se manifiestan cumpliendo con esta promesa y reparten regalos al por mayor y todos al unísono gritan viva el santo Niño de La Venta. 
Los mayordomos protagonizan este recorrido y de tras de ellos toda una corte de acompañantes que dejan ver el colorido de diferentes vestuarios; sobre todo en mujeres donde se muestra el arte del bordado y del colorido que marca el sello inconfundible de nuestra cultura zapoteca o identidad genuina. Es oportuno señalar que esta actividad demuestra la fe que tienen los venteros por el santo niño; en este cortejo tan importante desfila la Reyna y su corte de honor, capitanes, capitanas, padrino de toros, madrina de flores y un sinfín de personas que mostrando su gran devoción se unen a esta algarabía sin igual. Esa misma noche se realiza como todos los años, el gran baile de gala, para el disfrute de todas las personas; que ya es tradicional en la localidad, donde se deja escuchar los ritmos musicales más sobresalientes de nuestra región y de nuestro estado y del vecino estado de Veracruz. 
El domingo (después del 20 de noviembre), desde las 8 de la mañana, se inicia la labrada de cera; el cual consiste en derretir la cera de forma líquida para elaborar velas nuevas, toda persona que tuviera una promesa o una petición al santo niño, toma un pabilo largo, la cual va a pasar ante los hermanos mayores o señores que tienen una tira de cera caliente; en ella van bañando al pabilo con una jícara de morro. Después de pasar se van a formar hasta el final de la fila, para volver a pasar; en este lapso la cera se seca y se le pone otra capa y así sucesivamente hasta formar la vela grande. Cuando se termina de formar las velas se queman los cohetes, indicando el fin de la elaboración de dichas velas, las cuales todos los hermanos mayores llevaran a bendecir en la realización de la misa de acción de gracia en honor al Santo Niño de La Venta. En la gran enramada, llegan muchas personas de los pueblos circunvecinos a pagar la hermandad, y como ofrenda reciben panes, chocolate y el estofado, conviven en la fiesta donde se les da de comer el estofado, su horchata y cervezas, amenizan grupos musicales y la fiesta termina hasta en la noche, y con esto se observa una forma que se tiene a prueba para la comunión donde promueven y preservan sus costumbres. 
Cabe señalar (oportunamente) que este mismo día domingo, se hace el cambio de la mayordomía y mediante un ritual acompañado de música regional y con la presencia de los hermanos mayores, danzan con los sones los mayordomos entrantes y salientes con coronas de papel en las cientos, simulando la responsabilidad de los que los celebran y, de la misma manera la encomienda en su futuro de los nuevos mayordomos. Al final lo rubrican con un paseo en la enramada para agradecer y reconocer el gran apoyo brindado de todos los concurrentes que festejan y participan activamente en este acontecimiento que es sinónimo de cultura y tradición.
El día lunes (después del 20 de noviembre), es la tradicional lavada de ollas; donde participan todas las comitivas respectivas que tuvieron una encomienda o una responsabilidad para con la festividad en ese año; esta se realiza en la enramada a partir de la 1 de la tarde, donde las personas visitan a los diferentes puestos o comitivas con cartones de cervezas y limosna; esto es para poder demostrar el apoyo solidario que tienen para los responsables de la fiesta. En este día se deja ver los diferentes trajes regionales que portan las mujeres y que al compás de los sones que bailan con sus parejas muestra el sello real cuando bailan al son de un son regional y dejan ver ese misticismo que caracteriza a los istmeños. Este festejo de la lavada de ollas termina hasta en la noche que es la forma de celebración; en esta convivencia se llega a degustar con refrescos, cervezas, horchatas, bocadillos y una gran gama de botanas de la región.
Mayordomos 2018:
Sr. Arturo Hernández Antonio
Sra. Edith Jiménez López.

### Historia del Santo Niño de la Venta
Existe una versión acerca de la llegada del Santo Niño a la comunidad de La Venta. Cuentan que hace mucho tiempo vieron descender de la montaña a una mujer vallista, una mujer que un día a través de los sueños, (que es el modo de hablar y comunicarse de los santos) escuchó una voz de un niño que le decía: “Llévame en tu peregrinar” por los caminos donde pasas, para que yo elija la tierra donde he de habitar; la voz de los sueños era la de Santo Niño que manifestaba la voluntad de encontrar una nueva casa. Y fue así como aquella mujer emprendió su viaje, pasando: valles, cerros, montañas y ríos; en cada pueblo le preguntaba al santo si era el sitio indicado y el respondía que no, ¡hasta que llegó por fin a estas tierras “La Venta”, ¡y sin que se lo preguntaran el Santo Niño exclamó- “! ¡Aquí, aquí me quiero quedar, este es el pueblo que mi corazón ha elegido!”.

### Una anécdota digna de contar
El 30 de diciembre del 2012, una tarde como cualquiera, una noticia tocaba a las puertas de los hogares de La Venta; la gente corría a la iglesia católica a corroborar lo sucedido.
Personas se topaban en las calles y después de cruzar palabras lanzaban una plegaria al cielo.
Los rostros de los fieles que con rapidez llegaron a la capilla era de asombro e incertidumbre; el santo niño había desaparecido; durante mucho tiempo no se supo nada de él, hasta que un sacerdote de Santa María Chimalapa, Oax; después de haber ido a visitar a un enfermo, lo encontró en un basurero con un brazo quebrado; pasaron los días y el santo niño le habló en sus sueños, diciéndolo que quería regresar a su casa, pero él lo ignoró y nuevamente lo volvió a soñar; entonces el sacerdote decidió comentarle a una persona de La Venta, ella y un grupo de personas fueron a asegurarse si en verdad se trataba del Santo Niño y, después de corroborar lo llevaron de vuelta a La Venta, en carreta tal y como se lo había pedido al sacerdote en su sueño. Esta noticia se difundió entre los pueblos vecinos de Santo Domingo Ingenio, Oax., Unión Hidalgo, Oax., Chicapa de Castro, Oax., entre otros… e inmediatamente llegaron a visitarlo para mostrarle ofrendas de agradecimiento. 

## Gastronomía
El estofado es un platillo típico de esta localidad, las personas la preparan cuando se realizan fiestas grandes; aunque pocas personas saben darle ese sabor único a dicho platillo. 
Su elaboración es bastante costosa, se invierten miles de pesos y es lenta y tediosa en su forma de preparación. Y es que sólo las mujeres más ancianas saben completar los ingredientes que esta comida debe de llevar; así como el tiempo de cocción donde aseguran muchas personas que está el secreto y se refieren “a la meneada de la olla”, pues durante varias horas continuas dura este procedimiento a fuego lento hasta que la carne se desintegre al igual que los huesos formando una pasta.
Es interesante saber que esta comida no es ordinaria y del diario, sino que es una comida de fiesta. En la fiesta anual del Santo Niño de La Venta en su edición 2018; se adquirieron 11 ollas de barro para preparar el estofado, cada olla costo mil pesos. Fueron 10 ollas las que se ocuparon, pero se compró una más para cualquier emergencia o repuesto, cabe recalcar que una olla ya preparada de estofado cuesta alrededor de $40 000.00 a $45 000.00; ya que se tiene que pagar a una persona que mueva por mucho tiempo este batido; esto como ya mencionamos  es un trabajo muy difícil, incluso se tiene que tener precaución y cuidado por todo el humo que la persona pudiera inhalar, esto con lleva a que las personas que realizan esta actividad se queden sin bañarse por varios días.
Ingredientes para una olla:
3 kilos de Chile ancho rojo, 2 kilos de chile guajillo, una caja de jitomate, 60 piezas de jitomate, 60kilos de plátano macho, 12 piezas de piña, 1 cajete de ajo, orégano, 2 manojos de hierba fina, 2 manojos de hoja de aguacate, 2 manojos de hoja de laurel, una buena porción de achiote, una buena porción de canela, una buena porción de pimienta, una lata de manteca, azúcar varios kilos, sal, suficientes panes y una res.
Métodos de preparación:
En una olla de barro grande se agrega manteca antes de añadir todos los ingredientes, una vez cubierta la olla de manteca se van agregando una capa de carne cortada en trozos, se le va poniendo al igual una capa de verdura picada y frutas, se le añade después una capa de todos los chiles molidos y así sucesivamente se repiten los mismos pasos hasta llenar la olla. Se llega a cocer a fuego lento donde se menea con una pala grande de madera hasta que logren desintegrarse y combinarse todos los ingredientes para forma una pasta grande.
|  |  |  |  |  |  |  |
|  |  |  |  |  |  |  |